# Гострохвіст рудогорлий
Гострохві́ст рудогорлий (Premnoplex brunnescens) — вид горобцеподібних птахів родини горнерових (Furnariidae). Мешкає в Центральній і Південній Америці.

## Опис

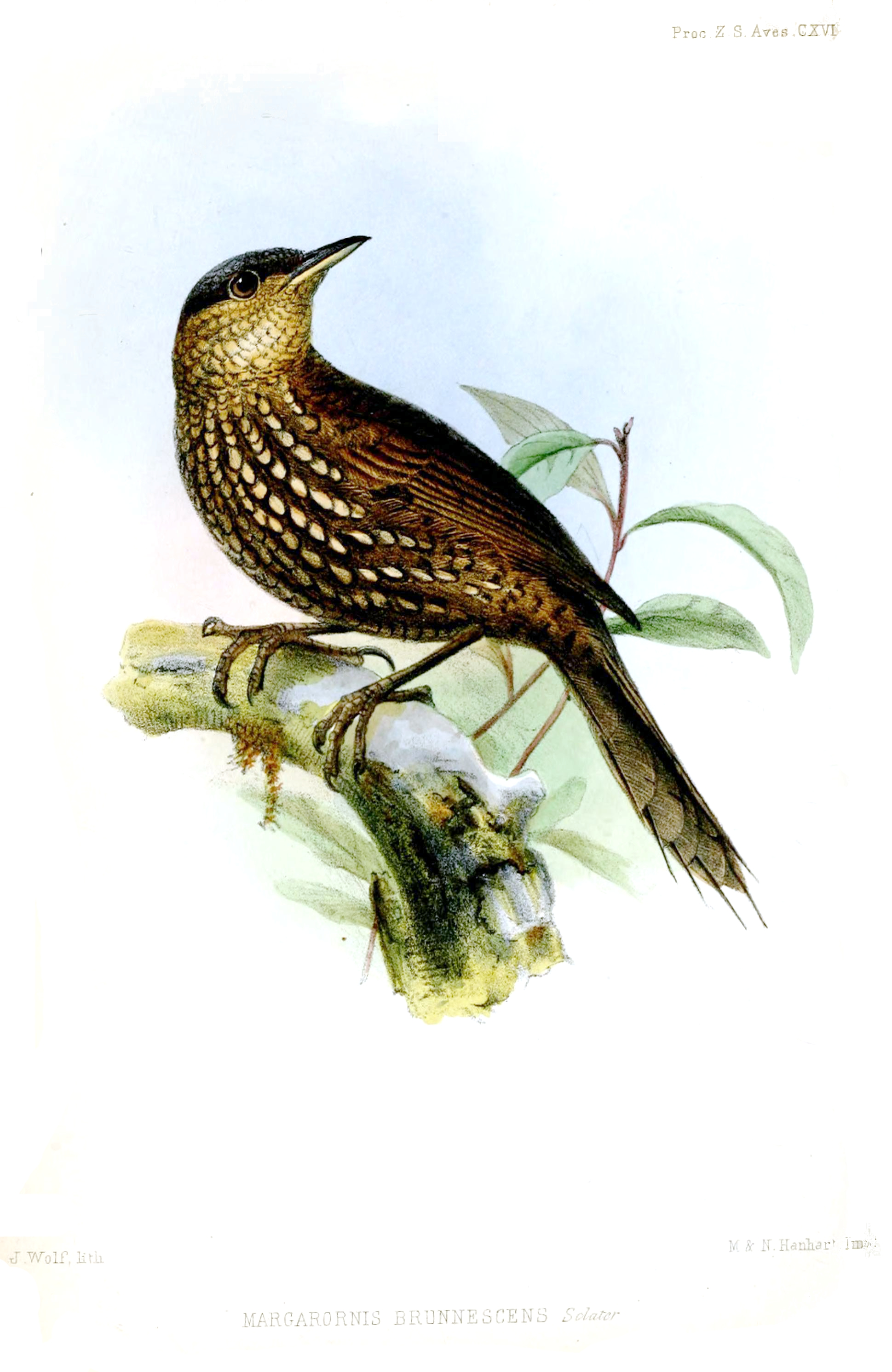
Рудогорлий гострохвіст

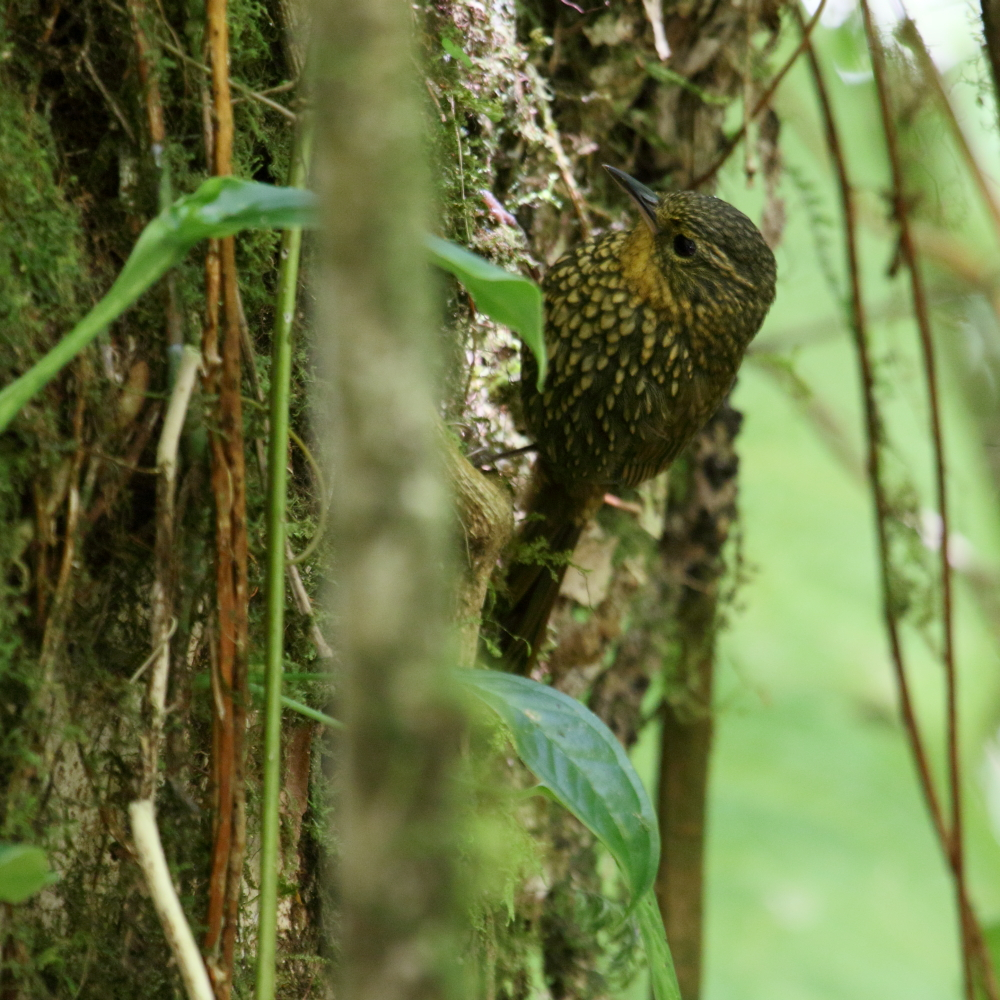
Рудогорлий гострохвіст

Довжина птаха становить 12-15 см, вага 14-19 г. Виду не притаманний статевий диморфізм. Верхня частина голови темно-сірувато-коричнева, сильно поцяткована охристими плямами, які також формують над очима смугу. Спина темно-коричнева, пера на ній мають чорнуваті края, які формують лускоподібний візерунок. Надхвісчя каштанове, крила темно-коричневі, першорядні махові пера більш темні. Стернові пера на кінчиках позбавлені опахала і представлають собою голі стрижні. Горло охристе, пера на горлі мають коричнюваті края. У представників підвиду P. b. albescens горло білувате. Нижня частина тіла тьмяно-коричнева, поцяткована рудувато-коричневими плямами з темними краями. Боки поцятковані рудувато-коричневими смугами. Дзьоб зверху чорний або темно-коричневий, знизу сірувато-рожевий або роговий, на кінці темний. Райдужки чорні.

## Підвиди
Виділяють шість підвидів:
- P. b. brunneicauda (Lawrence, 1865) — гори Коста-Рики і західної Панами (на схід до Вераґуаса);
- P. b. albescens Griscom, 1927 — крайній схід Панами (східний Дар'єн);
- P. b. coloratus Bangs, 1902 — гірський масив Сьєрра-Невада-де-Санта-Марта (північно-східна Колумбія);
- P. b. rostratus Hellmayr & Seilern, 1912 — Прибережний хребет на півночі Венесуели (від Арагуа до Міранди і Арагуа);
- P. b. brunnescens (Sclater, PL, 1856) — гори Сьєрра-де-Періха на кордані Колумбії і Венесуели, Анди у Венесуелі, Колумбії, Еквадорі і Перу (на південь до Куско);
- P. b. stictonotus (Berlepsch, 1901) — Анди на півдні Перу (Пуно) і в Болівії (на південь до Кочабамби).

## Поширення й екологія
Рудогорлі гострохвости мешкають в Коста-Риці, Панамі, Колумбії, Венесуелі, Еквадорі, Перу і Болівії. Вони живуть в підліску вологих гірських і рівнинних тропічних лісів. Зустрічаються поодинці, парами або невеликими сімейними зграйками, на висоті від 650 до 3000 м над рівнем моря. Іноді приєднуються до змішаних зграй птахів. Живляться комахами, зокрема жуками і перитинчастокрилими, їх яйцями, павуками та іншими безхребетними, яких шукають серед моху і епіфітів та в тріщиних кори. Рудогорлі гострохвости є моногамними птахами. В Коста-Риці сезон розмноження триває з березня по червень. Гніздо кулеподібне з трубкоподібним бічним входом, відносно велике, діаметром 30 см, робиться з лишайників, моху і корінців, розміщується в дуплі, в тріщині скелі, або під поваленим деревом. В кладці 2 білих, відносно великих яйця розміром 22×17 мм. Інкубаційний період триває 27 днів, пташенята покидають гніздо через 3 тижні після вилуплення. За ними доглядають і самиці, і самці.